# ひとりぼっちの異世界攻略
『ひとりぼっちの異世界攻略』（ひとりぼっちのいせかいこうりゃく）は、五示正司による日本のライトノベル。イラストは2巻まではぶーたが担当し、3巻からは榎丸さくが担当している。略称は「ぼっち攻略」。WEB版は当初は『チートスキルは売り切れだった（仮題）』のタイトルで小説家になろうにて2016年10月から連載されていたが、2017年10月にサイトの利用規約第14条6項に抵触したために内容が修正され、続きはR18部門のノクターンノベルズにて同月から連載中。書籍化に伴い改題され、オーバーラップ文庫より2018年1月から刊行されている。2024年10月時点で電子版を含めたシリーズ累計部数は300万部を突破している。
メディアミックスとして、びびが作画を担当するコミカライズが『コミックガルド』（オーバーラップ）にて2019年1月から連載中で、アプリ版『コミックガルド+』（同社）の提供開始後からは最新話はこちらで配信。
また、2024年10月から12月までテレビアニメが放送された。

## あらすじ
友人のいない男子高校生遥は、ある時クラスメイトとともに異世界に召喚される。神様が早い者勝ちでスキルを与えたため、召喚直後に一人だけ別の場所へと逃走を図っていた遥は目ぼしいスキル（アイテム、武技、魔法、スキル、称号、Unknown）を選ぶことができず、最終的に微妙なものを全て押し付けられる。与えられた称号のひとつ「ぼっち」の効果で仲間を作ることが出来ず誰ともパーティーを組めなくなった遥は、独りで異世界での冒険を始める。

## 登場人物
声の項はテレビアニメ版の声優。
遥（はるか）
声 - 梅田修一朗
本作の主人公。苗字は不明。クラスに友人はおらず、休み時間は一人で本を読んでいる16歳の高校2年生。他人の名前を覚えない(アンジェリカのように名前を覚えることは稀で特殊)ため、特徴や役職に沿ったあだ名をつけて呼ぶ。適当にサイコロを振り「ポイントMAX」の目を出し、「運」のステータスにポイントを極フリし、豪運を手に入れる。
しかし、神様から与えられた称号「ぼっち」の影響で、パーティを組めなくなり、更に「にーと」や「引きこもり」の称号も獲得してしまう。本人は優雅で安定した「ぼっち」ライフを送りたいようである。
物語序盤時点にてクラス女子達が平均レベル30以上に対し、冒険者登録を受けられる最低条件のレベル10に届かないレベル9だったが、総合戦闘力に関してはレベルで大きく上回るはずのクラス女子達から指南を求められ頼られる程には高い(「器用貧乏」の特性でレベル成長に膨大な経験値を必要としてるだけで、一見レベルが同じに見えていても実際にはかなりの経験値の差を持っている)。
メリエールを助けた恩賞として最低条件レベルを満たしていないものの特例で冒険者として登録できた。後に最低条件レベルの問題は田中を討つための経験値を獲得する過程で達成、パーティを組めない問題もアンジェリカをパートナーとしたことで一応の解決を見た。
初登場：1巻
委員長 / 栗花落 桃華（つゆり とうか）
声 - 白石晴香
遥が所属するクラスの学級委員長。曲者揃いのクラスメイトを上手くまとめ、委員会グループと共に戦いを指揮している。他人のスキルを奪うことができる「強奪」のスキル(具体的には「強奪」対象とした相手を殺すことで、その相手の持っているスキルをまるごと手に入れられる)をもっているが、本人は悪用する気は無い。作中では遥に対して(原作、コミックにおいて極めて重い方向の)好意を抱いている。そのため遥がアンジェリカをパートナーとしたことにはショックを受けたが、アンジェリカからの後押しを受けたことで次第に自身の遥への気持ちを表面化させていく。
初登場：1巻
アンジェリカ
声 - 早見沙織
騎士の少女。「最古の大迷宮」の迷宮皇で、既に死んだスケルトンだったが遥に使役され、渡された迷宮の宝（白銀の甲冑、祝福のバンドル、ネクロマンシーの宝玉、巡幸の指輪）の効果で血肉を得て生き返ることに成功した。
戦闘に関しては唯一無二の実力を誇るが、それ以外は不器用で人見知りな性格をしている。長い間迷宮に閉じ込められていたため、喋るのが苦手。生き返らせてくれた恩もあって自らの意思で使役解除を拒否し遥のパートナーとなるが、委員長以下クラス女子が遥と付き合うことを応援する姿勢をみせる(原作では遥の“初めて”の相手で、委員長以下クラス女子が遥の取り巻きとなることを焚きつけた張本人)。遥から「甲冑委員長」と呼ばれているが、ちゃんと名前を覚えてもらった数少ない人物でもある(コミック、アニメでは後に名前で呼ばれる)。
初登場：4巻
メリエール
声 - 大西亜玖璃
遥たちの住む街「オムイ」の領主の娘。初めてあった時に、遥に自分の乗った馬車を盗賊から助けてもらっている（正確には盗賊が逃げようとする遥に標的を変え、それを倒しただけ）。その後、父母も含めて一家全員が遥から命を救われることとなる。何度言っても遥には「メリメーリさん」と言われ、名前を覚えてもらっていない。自分の父である「オムイ」の領主を慕い尊敬している。
初登場：2巻
尾行っ子
シノ一族の密偵で長の娘。「絶対不可視」という異名をもっており、ナローギに仕えている。遥を尾行する任務を与えられていた。遥のこと以外もメモしている（例：お菓子がうまい など）。お菓子に目がない。
初登場：7巻
オフタ
声 - 伊丸岡篤
魔物の群れに襲われていたところを遥に助けてもらうパーティーのリーダー。
ガテク
声 - 山口翔平
オフタと同じパーティーのメンバー。
ギルド長
声 - 稲田徹
オムイの街の冒険者ギルドの長。
クラスメイト達
異世界に転移する前からあった主なグループ。以下のようなグループが存在している。異世界に転移して以降、不良グループの離反敵対、オタクグループの決別を期にクラス男子全員が離脱してしまい、女子グループのみとなっている。女子達は唯一残った男子の遥を頼りとするが、遥のスキルの関係上一緒に行動自体は一応可能だが仲間とはできず逆に使役されてしまうため、微妙な距離を保っている状態。
不良グループと田中が斃された出来事を期にようやくクラスは和解したが、オタクグループと体育会系男子グループはクラスに戻ることはなくそれぞれの道へと進み(必要に応じてパーティを組むことはある)、女子達は遥と行動していくこととなった。
委員会グループ
クラスをまとめている。異世界に転移して以降、クラス男子全員に離脱されてしまったことでクラス女子グループの中核を担う事となった。
副委員長A / 天女目 美桜（なばため みお）
声 - 阿部里果
クラスメイトで委員長グループの一人。副委員長というのは遥の偏見である。
副委員長B / 天方 天恵（あまかた あまめ）
声 - 高尾奏音
クラスメイトで委員長グループの一人。副委員長というのは遥の偏見である。
副委員長C / 一花 此花（いちはな このか）
声 - 髙橋麻里
クラスメイトで委員長グループの一人。副委員長というのは遥の偏見である。
体育会系グループ
全国トップクラスの運動神経を持つ。オタクグループがクラスより離脱してほどなくグループ男子全員がクラスより離脱した(「強奪」のスキルを女子の誰かが所持している確証が得られたことで女子に対する不信が決定的となった)ため、グループ女子全員がギャルグループ、文化部女子と共に委員会グループと合流することになった。不良グループと田中が斃された出来事を期にようやくグループ女子はグループ男子と和解したが、グループ男子はクラスに戻ることなくそのまま独立した(必要に応じてパーティを組むことはある)。
脳筋莫迦A / 柿崎 晴臣（かきざき はるおみ）
声 - 峯田大夢
クラスメイトで脳筋体育会系グループの一人。
脳筋莫迦B / 八色 伽耶斗（やくさ かやと）
声 - 濱健人
クラスメイトで脳筋体育会系グループの一人。
脳筋莫迦C / 夏秋 黒鋼（なつあき くろがね）
声 - 石谷春貴
クラスメイトで脳筋体育会系グループの一人。
脳筋莫迦E / 詩羽波 晴哉（しばは せいや）
声 - 岩村圭佑
クラスメイトで脳筋体育会系グループの一人。
バレー部っ娘A / 垪和 花音（はが かざね）
声 - 岩橋由佳
クラスメイトで体育会系女子グループの一人。
クラスの脳筋女子四天王の一人。
バレー部っ娘B / 酒々井 理都輝（しすい りつき）
声 - 三川華月
クラスメイトで体育会系女子グループの一人。
クラスの脳筋女子四天王の一人。
新体操部っ娘 / 香春 浄美（かはる きよみ）
声 - 倉知玲鳳
クラスメイトで体育会系女子グループの一人。
クラスの脳筋女子四天王の一人。
裸族っ娘 / 福貫 凪紗（ふくぬき なぎさ）
声 - 指出毬亜
クラスメイトで体育会系女子グループの一人。
クラスの脳筋女子四天王の一人。
ギョギョっ娘 / 千波 千佳（ちなみ ちか）
声 - 汐入あすか
クラスメイトで体育会系女子グループの一人。
盾っ娘 / 蜜羽 美和（みつわ みわ）
声 - 古木のぞみ
戦闘では大盾による前衛として頑張る真面目っ娘。

不良グループ
日頃から悪事ばかりを考えていた不良のグループ。手に入れたスキルを悪用してクラスの掌握(特に女子の隷属化)を目論んだが失敗、クラスより離反、以後完全に敵対関係となったが一緒に行動していた田中の策略によって皆殺しにされ全滅。田中も遥との壮絶な一騎討ちの末討たれた。現時点でクラスで唯一全員死亡全滅したグループ。
不良A / 勝山 獅央（かつやま しおう）
声 - 山口智広
クラスメイトで不良グループの一人。
不良B / 剣台 綺星（けんだ きらり）
声 - 今井文也
クラスメイトで不良グループの一人。
不良E / 池坊 桜史郎（いけぼう おうしろう）
声 - 松岡洋平
クラスメイトで不良グループの一人。
不良F / 沼原 雄大（ぬまはら ゆうた）
声 - 酒井広大
クラスメイトで不良グループの一人。
田中（たなか）
声 - 葉山翔太
数学の天才。「まねっこ(他人のスキルをコピーする)」で委員長の持つ「強奪」をコピーして斃し完全にスキルを手に入れ、ゆくゆくはクラス全員のスキルを強奪する手段として不良たちと行動しクラスを崩壊に導いた張本人。体育会系男子グループと不良グループが交戦状態となった期に用済みとばかりに不良グループを皆殺しにし、体育会系男子グループを女子グループのところに行かせる算段で手傷を負わせたが、田中の意図を見抜いた体育会系男子グループが遥のところに行ったことで結果的に遥と一騎討ちすることになった。
遥の持つスキルが外れしかないことを把握したうえで自身のスキルや不良グループよりコピーしたスキルを駆使して遥を圧倒したが、想定外の遥のスキルの応用と自身の弱点を把握されたことによって形勢を逆転され、奥の手の「即死」で遥を仕留めようとしたが「健康」と「豪運MAX」で「即死」への耐性を得ていた遥には通用せず終に斃された(原作では遥に碌に名前すら覚えてもらえず、あしらわれるように斃されたが、コミックとアニメでは死闘と呼べる戦いぶりになっているという描写の差がある)。

オタクグループ
全員異世界に飛ばされることを想定していた、ある意味バカな連中。しかし、全員が異世界に精通しているため必然的にクラス最強となる。それゆえクラスから無理難題を押し付けられいいように扱われたことで、遂に耐え切れずクラスから離脱し決別した。遥にとっては数少ない話題を共有できるグループ。不良グループと田中が斃された出来事を期にギャルグループの謝罪を受け入れ和解したが、クラスには戻らず独立した(必要に応じてパーティを組むことはある)。
オタA / 小田 達也（おだ たつや）
声 - 夏目響平
クラスメイトでオタクグループの一人。
オタB / 織田 柊磨（おだ とうま）
声 - 市川太一
クラスメイトでオタクグループの一人。
オタC / 越田 昴流（おだ すばる）
声 - 岡野友佑
クラスメイトでオタクグループの一人。
オタD / 秋ヶ原 万尋（あきがはら まひろ）
声 - 徳留慎乃佑
クラスメイトでオタクグループの一人。

ギャル{ビッチ}グループ
{カッコ}内原作表記
読者モデルを務める明るいギャルのグループ。「ビッチ」は遥の偏見であり、実際は普通の女子のグループである。彼女達が不良グループとの抗争の責任をオタクグループに押し付けたことで、オタクグループがクラスより離脱し決別する決定打となった。遥に助けられた後、遥がオタクグループと仲が良かったことを理由にオタクグループへの謝罪を仲介してもらうよう懇願したが、遥より「オタクグループが二度と戻って来ないことを覚悟したうえでそれができるか」を問われた結果、グループ全員が遥の意図しないまま使役されることとなった。その関係で遥から莫大な経験値を分配されたことから、他のクラスメイトよりレベルの上昇が速い。不良グループと田中が斃された出来事を期にやっとオタクグループと和解した。
TVアニメでは「ビッチ」ではなく「ギャル」として扱われる。これはアニメというメディアの性質上、世界展開を前提に考えているために、一部の国では「ビッチ」が強い差別用語に当たるからではないかと推測される。
ギャルリーダー{ビッチリーダー} / 島崎 若菜（しまざき わかな）
声 - 直田姫奈
クラスメイトでギャルグループのリーダー。
ギャルA{ビッチA} / 剣菱 七架（けんびし ななか）
声 - 菅野真衣
クラスメイトでギャルグループの一人。
ギャルB{ビッチB}
クラスメイトでギャルグループの一人。
ギャルC{ビッチC}
クラスメイトでギャルグループの一人。
ギャルD{ビッチD} / 琴見 月帆（ことみ つきほ）
声 - 中島由貴
クラスメイトでギャルグループの一人。

文化部女子
図書委員 / 姫祭 実桜（きさい みお）
声 - 寺田晴名
図書委員で情報収集、観察が得意。
手芸部っ娘 / 桐野江 彩星（きりのえ あやせ）
声 - 内田愛美
手芸部所属。裁縫、編み物が得意。
料理部っ娘 / 蓬莱 陽菜乃（ほうらい ひなの）
声 - 仲田ありさ
料理部所属。

## 既刊一覧

### 小説
- 五示正司（著）・ぶーた（イラスト、第1 - 2巻）・榎丸さく（イラスト、第3巻以降）、オーバーラップ〈オーバーラップ文庫〉、既刊16巻（2025年4月25日現在）
  - 『ひとりぼっちの異世界攻略 life.1 チートスキルは売り切れだった』、2018年1月25日発売[14]、ISBN 978-4-86554-302-5
  - 『ひとりぼっちの異世界攻略 life.2 最強迷宮皇もぼっちだった』、2018年6月25日発売[15]、ISBN 978-4-86554-362-9
  - 『ひとりぼっちの異世界攻略 life.3 泣く少女のための転移魔法』、2020年2月25日発売[16]、ISBN 978-4-86554-478-7
  - 『ひとりぼっちの異世界攻略 life.4 王女よ偽迷宮に散れ』、2020年5月25日発売[17]、ISBN 978-4-86554-661-3
  - 『ひとりぼっちの異世界攻略 life.5 超越者と死神と自称最弱』、2020年10月25日発売[18]、ISBN 978-4-86554-761-0
  - 『ひとりぼっちの異世界攻略 life.6 御土産屋孤児院支店の王都奪還』、2021年1月25日発売[19]、ISBN 978-4-86554-824-2
  - 『ひとりぼっちの異世界攻略 life.7 そして踊り子は黄泉返る』、2021年5月25日発売[20]、ISBN 978-4-86554-910-2
  - 『ひとりぼっちの異世界攻略 life.8 青嵐の辺境ホリデイ』、2021年10月25日発売[21]、ISBN 978-4-8240-0001-9
  - 『ひとりぼっちの異世界攻略 life.9 清らかシスターの一撃一殺』、2022年3月25日発売[22]、ISBN 978-4-8240-0130-6
  - 『ひとりぼっちの異世界攻略 life.10 レベル至上主義の獣たち』、2022年8月25日発売[23]、ISBN 978-4-8240-0270-9
  - 『ひとりぼっちの異世界攻略 life.11 その神父、神敵につき』、2023年2月25日発売[24]、ISBN 978-4-8240-0414-7
  - 『ひとりぼっちの異世界攻略 life.12 眠れる聖女のリバース・バベル』、2023年6月25日発売[25]、ISBN 978-4-8240-0501-4
  - 『ひとりぼっちの異世界攻略 life.13 自称最弱、最弱をやり直す』、2024年1月25日発売[26]、ISBN 978-4-8240-0712-4
  - 『ひとりぼっちの異世界攻略 life.14 果てなき星へのレクイエム』、2024年4月25日発売[27]、ISBN 978-4-8240-0796-4
  - 『ひとりぼっちの異世界攻略 life.15 ウェイクアップ小悪魔幼女』、2024年10月25日発売[28]、ISBN 978-4-8240-0971-5
  - 『ひとりぼっちの異世界攻略 life.16 遠き故郷へのリコレクション』、2025年4月25日発売[29]、ISBN 978-4-8240-1151-0

### 漫画
- 五示正司（原作）・びび（作画） 『ひとりぼっちの異世界攻略』 オーバーラップ〈ガルドコミックス〉、既刊24巻（2025年6月25日現在）
  1. 2019年9月25日初版第1刷発行（同日発売[30]）、ISBN 978-4-86554-550-0
  2. 2020年2月25日初版第1刷発行（同日発売[31]）、ISBN 978-4-86554-617-0
  3. 2020年5月25日初版第1刷発行（同日発売[32]）、ISBN 978-4-86554-670-5
  4. 2020年7月25日初版第1刷発行（同日発売[33]）、ISBN 978-4-86554-709-2
  5. 2020年10月25日初版第1刷発行（同日発売[34]）、ISBN 978-4-86554-773-3
  6. 2021年1月25日初版第1刷発行（同日発売[35]）、ISBN 978-4-86554-837-2
  7. 2021年5月25日初版第1刷発行（同日発売[36]）、ISBN 978-4-86554-924-9
  8. 2021年8月25日初版第1刷発行（同日発売[37]）、ISBN 978-4-86554-991-1
  9. 2021年10月25日初版第1刷発行（同日発売[38]）、ISBN 978-4-8240-0035-4
  10. 2022年1月25日初版第1刷発行（同日発売[39]）、ISBN 978-4-8240-0099-6
  11. 2022年3月25日初版第1刷発行（同日発売[40]）、ISBN 978-4-8240-0143-6
  12. 2022年5月25日初版第1刷発行（同日発売[41]）、ISBN 978-4-8240-0202-0
  13. 2022年8月25日初版第1刷発行（同日発売[42]）、ISBN 978-4-8240-0284-6
  14. 2022年11月25日初版第1刷発行（同日発売[43]）、ISBN 978-4-8240-0348-5
  15. 2023年2月25日初版第1刷発行（同日発売[44]）、ISBN 978-4-8240-0429-1
  16. 2023年6月25日初版第1刷発行（同日発売[45]）、ISBN 978-4-8240-0540-3
  17. 2023年8月25日初版第1刷発行（同日発売[46]）、ISBN 978-4-8240-0596-0
  18. 2024年1月25日初版第1刷発行（同日発売[47]）、ISBN 978-4-8240-0724-7
  19. 2024年4月25日初版第1刷発行（同日発売[48]）、ISBN 978-4-8240-0814-5
  20. 2024年9月25日初版第1刷発行（同日発売[49]）、ISBN 978-4-8240-0958-6
  21. 2024年10月25日初版第1刷発行（同日発売[50]）、ISBN 978-4-8240-0989-0
  22. 2024年11月25日初版第1刷発行（同日発売[51]）、ISBN 978-4-8240-1006-3
  23. 2025年2月25日初版第1刷発行（同日発売[52]）、ISBN 978-4-8240-1103-9
  24. 2025年6月25日初版第1刷発行（同日発売[53]）、ISBN 978-4-8240-1237-1

## テレビアニメ
2024年1月にテレビアニメ化が発表され、同年10月から12月までTOKYO MXほかにて放送された。

### スタッフ
- 原作 - 五示正司[10]
- 原作イラスト - 榎丸さく[12]
- 原作コミック - びび[10]
- 監督 - 鹿住朗生[10]
- シリーズ構成・脚本 - 猪原健太[10]
- キャラクターデザイン - 中野圭哉[10]
- サブキャラデザイン・モンスターデザイン - 鷲田敏弥、菊地華子[10]
- プロップデザイン - 久保沙也香、児玉裕之、タケサキリツ、餅村そらた
- 美術監督・美術ボード - 関野剛嗣[10]
- 美術デザイン - 関野剛嗣、吉崎正樹
- 色彩設計 - 藤原道乃、鈴木咲絵[10]
- 撮影監督 - 林幸司[10]
- 音響効果 - 猪俣泰史
- 編集 - 丹彩子[10]
- 音響監督 - ひらさわひさよし[10]
- 音響効果 - 猪俣泰史
- 音楽 - 片山修志、鈴木暁也[12]
- 音楽制作 - ポニーキャニオン[10]
- 音楽プロデューサー - 矢後建
- プロデューサー - 松岡貴徳、成田明浩、川口一誠、外川明宏、小西裕貴、大森慎司
- アニメーションプロデューサー - 別府洋一、下田晶子
- アニメーション制作 - ハヤブサフィルム、パッショーネ[10]
- アニメーション制作協力 - フロンティアエンジン[10]
- 製作 - ひとりぼっちの製作委員会

### 主題歌
「ODD NUMBER」
吉乃によるオープニングテーマ。作詞・編曲はナナホシ管弦楽団、作曲は岩見陸。
「ハローとグッバイ」
鯨木によるエンディングテーマ。作詞はhotaru、作曲・編曲はeba。

### 各話リスト
| 話数 | サブタイトル         | 脚本     | 絵コンテ          | 演出       | 作画監督 | 総作画監督                                   | 初放送日       |
| ---- | -------------------- | -------- | ----------------- | ---------- | --- | -------------------------------------------- | -------------- |
| #01  | ぼっちとバッドスキル | 猪原健太 | 鹿住朗生          | 貴田祐太   | 久保沙也香 酒井KEI 鷲田敏弥 斉藤千比呂 山根あおい 紺野みすみ                                                                      | LAZZ                                         | 2024年 10月4日 |
| #02  | 再会                 | 猪原健太 | 鹿住朗生          | 中村近世   | 久保沙也香 金田栄二 河野恵子 | LAZZ 紺野みすみ 山根あおい                   | 10月11日       |
| #03  | 女子たちとの生活     | 猪原健太 | 鹿住朗生          | 薮内悠     | 鷲田敏弥 菊地華子 山根あおい 紺野みすみ 愼亨祐 竹之内裕紀 こうのけいこ                                                            | LAZZ                                         | 10月18日       |
| #04  | 街を目指して         | 猪原健太 | 鹿住朗生          | 康村諒     | 金澤龍 高菜 山根あおい 川島勝 久保沙也香 安達佑 LAZZ                                                                              | 紺野みすみ                                   | 10月25日       |
| #05  | 街の暮らし           | 猪原健太 | 小林一三          | 小野田雄亮 | 朝日まとい 趙殷卿 鄭英姬 高菜 山根あおい 黒宮紗於里 安達佑 Nguyen Thi Lan Ngoc Phung Yen Phuong 魏旭龍                            | LAZZ                                         | 11月1日        |
| #06  | 再びぼっちへ         | 猪原健太 | 中村近世 鹿住朗生 | 中村近世   | 金田栄二 竹之内裕紀 高菜 村壱雀 安達佑 山口圭子 朝日まとい Nguyen Thi Lan Ngoc Phung Yen Phuong Ngo Manh Long                     | 山根あおい LAZZ 鷲田敏弥 菊地華子            | 11月8日        |
| #07  | 遥とフードの男       | 尾崎悟史 | 所俊克            | 貴田祐太   | Nguyen Thi Lan Ngoc Phung Yen Phuong Ngo Manh Long 鄭英姬 趙殷卿 安達佑 朝日まとい 高菜                                           | 愼亨祐 黒宮紗於里 LAZZ 紺野みすみ 山根あおい | 11月15日       |
| #08  | 迷宮探索             | 猪原健太 | 加藤洋人          | 加藤洋人   | 高菜 山口圭子 川島勝 趙殷卿 鄭英姬                                                                                                | LAZZ 紺野みすみ                              | 11月22日       |
| #09  | ぼっちと迷宮皇       | 猪原健太 | 加藤洋人          | 加藤洋人   | 岩崎隼平 高菜 久保沙也香 Nguyen Thi Lan Ngoc Phung Yen Phuong Ngo Manh Long 愼亨祐                                                | 黒宮紗於里 紺野みすみ 山根あおい LAZZ        | 11月29日       |
| #10  | スタンピード         | 尾崎悟史 | 亀井隆            | 小野田雄亮 | 金田栄二 高菜 久保沙也香 愼亨祐 鄭英姬 阪本麻衣 山口圭子 朝日まとい 安達佑 Nguyen Thi Lan Ngoc Phung Yen Phuong Ngo Manh Long     | LAZZ 紺野みすみ 山根あおい                   | 12月6日        |
| #11  | 迷宮脱出             | 猪原健太 | 鹿住朗生          | 薮内悠     | 金田栄二 池田香織 竹之内裕紀 高菜 安達佑 山口圭子 朝日まとい 久保沙也香 宋世賢 Nguyen Thi Lan Ngoc Phung Yen Phuong Ngo Manh Long | LAZZ 紺野みすみ                              | 12月13日       |
| #12  | ぼっちとぼっち       | 猪原健太 | 鹿住朗生          | 江尻隆秀   | LAZZ 紺野みすみ 山根あおい 愼亨祐 山口圭子 朝日まとい                                                                             | 黒宮紗於里                                   | 12月20日       |

### 放送局
| 放送期間                 | 放送時間                     | 放送局   | 対象地域 | 備考                                        |
| ------------------------ | ---------------------------- | -------- | -------- | ------------------------------------------- |
| 2024年10月4日 - 12月20日 | 金曜 0:00 - 0:30（木曜深夜） | TOKYO MX | 東京都   | 製作参加 / 字幕放送                         |
|                          | 金曜 0:30 - 1:00（木曜深夜） | BSフジ   | 日本全域 | 製作参加 / BS/BS4K放送 / 『アニメギルド』枠 |
|                          | 金曜 21:30 - 22:00           | AT-X     | 日本全域 | CS放送 / 字幕放送 / リピート放送あり        |

| 配信開始日    | 配信時間              | 配信サイト | 備考                           |
| ------------- | --------------------- | --- | ------------------------------ |
| 2024年9月27日 | 金曜 0:00（木曜深夜） | ABEMA | 地上波一週間先行・単独最速配信 |
| 2024年10月4日 |                       | dアニメストア U-NEXT アニメ放題 | 地上波同時配信                 |
| 2024年10月7日 | 月曜 0:00（日曜深夜） | auスマートパスプレミアム バンダイチャンネル クランクイン!ビデオ DMM TV FOD Hulu J:COM STREAM 見放題 Lemino milplus ニコニコチャンネル ニコニコ生放送 Prime Video Rakuten TV TELASA Video Market |                                |

### BD
| 巻 | 発売日         | 収録話         | 規格品番   |
| -- | -------------- | -------------- | ---------- |
| 1  | 2024年12月18日 | 第1話 - 第4話  | PCXP-51151 |
| 2  | 2025年1月22日  | 第5話 - 第8話  | PCXP-51152 |
| 3  | 2025年2月26日  | 第9話 - 第12話 | PCXP-51153 |